# La ganadera
"La ganadera" es el título de un cuento de la escritora realista y naturalista española Emilia Pardo Bazán. Fue publicado por primera vez en 1888 en una colección de cuentos llamada Cuentos de la tierra. 

## Argumento
El cuento empieza con el cura de Penalouca dando vueltas en la cama. Está atormentado por la preocupación de que no está cumpliendo sus deberes sacerdotales asegurando la salvación de los ciudadanos del pueblo. Además, ha comenzado a dudar si sus feligreses son las “ovejas” de las que ha sido pastor, o más bien unas “cabras” descuidadas o "lobos" salvajes. Reflexionando en este pensamiento, reconoce que la gente del pueblo es capaz de comportarse de ambas maneras.
Cada otoño, la temporada de tormentas traía consigo un naufragio y los feligreses, dóciles y atentos durante el resto del año, saquean sin piedad a los viajeros náufragos, dejando a su paso un rastro de cadáveres medio vestidos. Cuando el viento se hace fuerte, los aldeanos dejaban sus hogares equipados con linternas, cestas, postes y ganchos. Las linternas servirían para atraer a los navegantes, ya sea antes o después del naufragio.
Junto con el saqueo, la ciudad era víctima de otros pecados, como la embriaguez y el exceso. Después de un tiempo, la gente del pueblo regresaba a su “estado manso”, enviando al sacerdote regalos para la Pascua. El abad, harto del ciclo del pecado, decidió contarle al alcalde los horrores. Sin embargo, el alcalde, un cacique rico e influyente, retrocedió ante la sugerencia de poner fin a la “ganadera.” En cambio, defendió la “ganadera” como un mal necesario para llegar a fin de mes. El sacerdote sabía que no podrían sobrevivir simplemente trabajando la tierra. El alcalde justificaba esta práctica diciendo que era una costumbre antigua y necesaria para que el pueblo pudiera sobrevivir.
El decidió que ya no podría responder a Dios si no podía responder por los pecados de sus ovejas. Por lo tanto, decidió bajar a la playa el día del próximo naufragio, crucifijo en mano, para tratar de detener a los aldeanos sedientos de sangre. Al ver a los náufragos golpeados y sin ropa, el sacerdote levantó su crucifijo en el nombre del Señor. Por un momento, los aldeanos se retiraron, pero justo cuando estaban siendo sometidos, llegó el alcalde, blandiendo un palo. Varios días después, el cuerpo sin vida del sacerdote se llegó hasta la orilla; también “había ido a la ganadera.”

## Contexto biográfico y cultural
Existen ciertas influencias en la vida de Pardo Bazán que contribuyeron en gran medida a los temas de "La ganadera". Según Ronald Hilton, Pardo Bazán fue una representante fuerte del neocatolicismo y del socialismo cristiano en su época. Estas creencias fueron en gran parte gracias a su educación. Emilia Pardo Bazán tuvo una educación religiosa y conservadora. Según Ronald Hilton, sus padres eran miembros de las clases altas conservadoras gallegas; su padre había sido honrado por el Papa por votar en contra de la libertad religiosa en las Cortes de 1869. Su educación de la clase alta demostró ser la “quintaesencia” de su desarrollo intelectual. Su “acérrimo catolicismo,” su educación de clase alta y su familia conservadora son evidentes en su juicio moralista sobre los habitantes de Penalouca. Los habitantes del pueblo, cristianos empobrecidos, son tratados por la autora como animales cuya mala conducta está directamente relacionada con su medio ambiente y la situación social en la que se encuentran, y la autora les otorga muy poco poder de autodeterminación.
Además, en opinión de Hilton, su educación católica y su visión naturalista produjeron en ella un extraño y a veces contradictorio conjunto de creencias sobre su España natal. Este hecho tiene que ver con la razón por la que el cura del cuento tiene problemas con reconciliar su disgusto con las tendencias bestiales de sus feligreses con su compasión por sus calidades humanas. En opinión de Hilton, Pardo Bazán veía a los campesinos españoles de forma negativa, como un “dinamismo primitivo.” Veía a la Madre Naturaleza como “inherentemente pecaminosa” y aún la naturaleza "promiscuamente exuberante" de Galicia, su patria, le parecía una evidencia de este hecho. Según Hilton, a Pardo Bazán le resultaba difícil idealizar a las masas españolas cuando la incidencia del crimen era tan alta. Ella vio pruebas de esto en sus observaciones personales, así como en los estudios de criminólogos de la época. Por ejemplo, en opinión de Hilton, consideró las corridas de toros como una prueba más de la situación degenerada de España.

## Crítica sobre la obra
Según Beilin, burlándose de la teoría del libre mercado de la “mano invisible,” Pardo Bazán demuestra en el cuento que permitir un “juego libre” no conduce a la acción moral ni a la mejora general, ya que la gente de la ciudad sigue siendo pobre. Irónicamente, parece burlarse del mismo sistema que la privilegió lo suficiente para que pudiera aprender y refutar la teoría haeckeliana. Para Beilin, la animalización, como la de los pobres en "La ganadera", constituye una “estrategia retórica de necroeconomía” que permitía que algunos (los pobres) murieran para que otros pudieran triunfar (los ricos).
En opinión de Katarzyna Beilin, el tema de la violencia es muy prevalente en el cuento. Segú esta autora "parece que al funcionar como un ente único la violencia se multiplica porque unos animan a los otros, o simplemente se sienten amparados en la presión de grupo para llevar a cabo las tremendas atrocidades que cometen.”
Es la opinión de Noya Taboada que, debido a que la Iglesia Católica mantuvo la jerarquía social existente, el autosacrificio del cura se ve como una expresión de su alianza ideológica con los ricos bajo ataque. Sin embargo, el marcado contraste de su personaje con el del rico alcalde insinúa una mayor complejidad de la postura del cura que una simple alineación con la clase alta.

## Temas
La religión es un tema principal en la historia, en particular el debate moral cristiano entre hacer lo correcto y hacer lo que es necesario. El cura cree firmemente que lo que los aldeanos le hacen a los náufragos no está bien, pero sabe que no puede negarles el sustento que obtienen al cometer pecados, porque dejarlos a su suerte sería un pecado en sí mismo. Hacer lo que sea necesario se complica aún más por el papel del alcalde codicioso, que insiste en que la gente del pueblo no podría ganarse la vida si no fuera por la "ganadera". Aquí hay una implicación de un desequilibrio sistémico que engendra este acto de inmoralidad, y aunque a la gente del pueblo se le hace creer que su violencia es un mal necesario, es probable que estén siendo meramente manipulados por la codicia del cacique y alcalde.
Hay razones para creer que el cura del cuento fue inspirado por San Francisco de Asís. Como señala Hilton, Doña Emilia admiraba mucho a San Francisco de Asís, que era un tropo popular en la escritura de autores incluso seculares. Ella prefería los siglos medievales a la época romana; aun así, rechazó la noción católica común de que el regreso a la Edad Media era la única forma (o incluso posible) hacia una sociedad utópica. Sus escritos reflejan, sin embargo, el deseo de ver el mundo a través de una lente medieval. El sacerdote y sus creencias son una reliquia del pasado, cuando la religión era capital y el comercio era un lugar común. Sin embargo, es claro que en la ciudad de Penalouca, el dinero tiene prioridad sobre lo moral.
Otro tema importante de la obra es la visión darwinista de la sociedad y la desigualdad entre las clases sociales. Se trata de preguntar si la naturaleza es justa y si el papel de la sociedad es corregir el orden natural si resulta que no es justa. Según la teoría darwinista, la selección natural se basa en mutaciones que demuestran ser ventajosas para garantizar la supervivencia de una especie. La adaptabilidad es fundamental para la supervivencia y las especies supervivientes a menudo se consideran las más fuertes. Sin embargo, la supervivencia no necesariamente significa fortaleza o inteligencia; a menudo depende de la astucia y la suerte, lo que se refleja en las prácticas de pillaje de los aldeanos.
Como describe Beilin, el intelectual renacentista Giovanni Pico della Mirandola pensaba que la naturaleza del hombre no es algo preestablecido ya que tiene la capacidad de realizarse de dos maneras. Puede degenerarse en embrutecimiento o regenerarse en formas más elevadas y conmovedoras. Como señala Beilin, Giorgio Agamben sugiere que esta dualidad ha llevado a un prejuicio en la forma de una dicotomía percibida que separa lo humano de lo no humano (e incluso separa lo humano de lo infrahumano dentro de la humanidad misma). Según Beilin, una gran parte de estos puntos de vista surgieron gracias en parte a una interpretación errónea de las teorías de Darwin. Beilin sostiene que este concepto erróneo se presenta en la dicotomía que crea Pardo Bazán entre la gente del pueblo y el cura.